# Торангилик
Торангили́к (каз. Тораңғылық) — село у складі Актогайського району Карагандинської області Казахстану. Адміністративний центр та єдиний населений пункт Торангилицького сільського округу.
Населення — 291 особа (2021; 485 у 2009, 481 у 1999, 1177 у 1989).
Національний склад станом на 1989 рік:
- росіяни — 56 %;
- німці — 25 %.

Станом на 1989 рік село мало назву Тарангилик.